# Klangspektrum
Klangspektrum bezeichnet in der musikalischen Akustik das Frequenzspektrum von Klängen, das aus der Anzahl und Stärke mitschwingender Obertöne eines Klangs resultiert.

## Frequenzspektren unterschiedlicher Musikinstrumenttypen
Musikinstrumente kann man in zwei Kategorien unterteilen:
- Melodieführende Musikinstrumente:

Diesen Klängen kann das menschliche Gehör eine Tonhöhe zuordnen. Ein wesentlicher Bestandteil dieser Klänge sind oft periodische Schwingungen. Die wahrgenommene Tonhöhe entspricht hierbei der Grundfrequenz dieser Schwingung. Das Frequenzspektrum von periodischen Schwingungen ist ein Linienspektrum, wobei die niedrigste Frequenz der Grundfrequenz entspricht (Grundton) und die anderen Frequenzen ganzzahlige Vielfache der Grundfrequenz sind (Obertöne).
- Rhythmusinstrumente:

Diesen Klängen kann das menschliche Gehör oft keine Tonhöhe zuordnen. Viele dieser Klänge sind durch nichtperiodische oder stochastische Schallvorgänge geprägt. Das Frequenzspektrum dieser Klänge ist ein kontinuierliches Spektrum oder ein Linienspektrum, bei dem die beteiligten Frequenzen nicht in ganzzahligen Verhältnissen zueinander stehen.
Von der Art der Schwingungsanregung kann man Musikinstrumente auch in die folgenden Gruppen unterteilen:
- Eindimensionale Schwinger:

Bei diesen Instrumenten können sich Schwingungen nur entlang einer Strecke ausbreiten. Hierzu zählen zum Beispiel Saiteninstrumente (die Saite schwingt auf und ab, Schwingungen können sich nur entlang der Saite ausbreiten) oder die Singstimme und Blasinstrumente (eine Luftsäule schwingt im Rohr hinauf und hinab, Schwingungen können sich nur entlang des Rohres ausbreiten). Bei eindimensionalen Schwingern ist die Strecke, auf der sich die Schwingungen ausbreiten können, vorgegeben. Am Ende der Strecke (Einspannpunkte der Saiten, Rohrende) ist keine Bewegung mehr möglich, hier ist die Schwingungsamplitude Null. Bei der Grundschwingung schwingt die gesamte Saite oder Luftsäule gleichphasig. Neben der Grundschwingung sind hier nur solche Schwingungen stabil, die an den Einspannpunkten der Saite oder am Rohrende in Ruhe sind. Dies trifft aber nur auf Frequenzen zu, die ganzzahlige Vielfache der Grundschwingung sind. Andere Schwingungen sind hier nicht stabil, denn diese würden zum Beispiel erfordern, dass sich eine Saite an einem Einspannpunkt noch bewegen kann, diese ist durch die Konstruktion stark eingeschränkt.
- Mehrdimensionale Schwinger:

Bei diesen Instrumenten können sich Schwingungen auf einer Fläche ausbreiten. Hierzu zählen zum Beispiel Trommeln, Becken aber auch Glocken. Schwingungen können sich in unterschiedliche Richtungen auf einer Membran oder einem Metallmantel ausbreiten. Die angeregten Frequenzen hängen hierbei von Material, Form und Abmessungen des schwingenden Körpers ab. Auch hier gibt es Einschränkungen für die möglichen Schwingungen (An der Einspannung des Trommelfells ist die Schwingungsamplitude Null). Aber auch mit diesen Einschränkungen ist eine Vielzahl von verschiedenen Schwingungsformen möglich. So erhält man bei einer Trommel auch noch ein Linienspektrum, wobei aber die Frequenzlinien nicht mehr im Verhältnis kleiner ganzer Zahlen zueinander stehen. Bei Becken sind dermaßen viele Schwingungsmöglichkeiten gegeben, dass sich eher ein kontinuierliches rauschartiges Spektrum ergibt. Bei Glocken versucht man durch die Formgebung die Schwingungen auf relativ wenige Frequenzen zu beschränken. Auch wenn die Frequenzen nicht im Verhältnis kleiner ganzer Zahlen zueinander stehen, kommt eine Glockenschwingung einer periodischen Schwingung schon nahe.

## Frequenzspektren realer Musikinstrumente

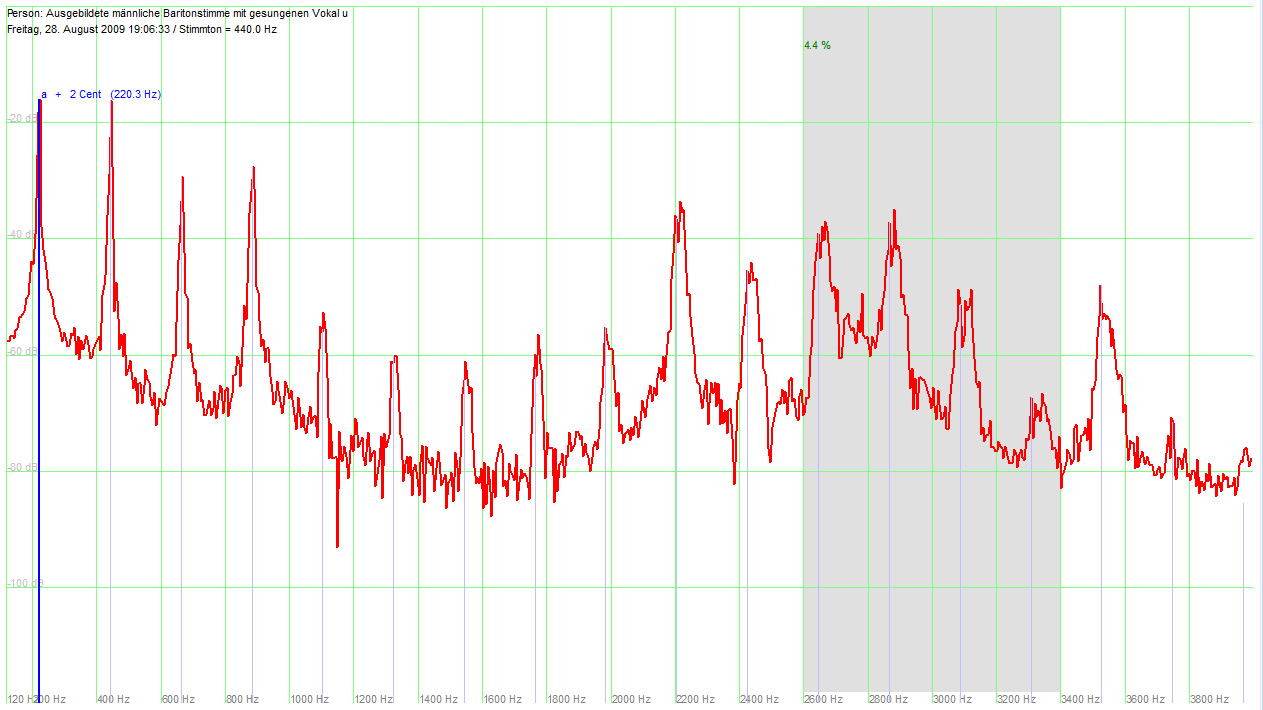
Klangspektrum eines Baritons mit dem gesungenen Vokal u

Bei realen Musikinstrumenten lässt sich das Frequenzspektrum nicht durch die Prinzipien der Schwingungsanregung allein beschreiben (z. B. als periodische Schwingung).

### Kompliziertere Frequenzverhältnisse von Grundton und Obertönen
Bei realen Musikinstrumenten schwingen Grundton und Obertöne nicht immer genau im Verhältnis kleiner ganzen Zahlen zueinander. Dieses Phänomen wird als Inharmonizität bezeichnet. Ursache hierfür ist unter anderem, dass auch der Körper des Musikinstruments zum Schwingen angeregt wird. Bei Blasinstrumenten ergeben sich hierdurch z. B. leichte Änderungen der Rohrlänge, bei Saiteninstrumenten Änderungen der schwingenden Saitenlänge. Primärer Faktor der Obertonverschiebungen bei Saiteninstrumenten ist jedoch die Biegesteifigkeit des verwendeten Saitenmaterials. Dies kann dazu führen, dass sich für Obertöne leicht andere Schwingungsverhältnisse ergeben als für die Grundfrequenz. Eine leichte Abweichung der Obertonfrequenzen von Vielfachen der Grundfrequenz kann zur Bildung von Schwebungen führen, welche zum individuellen Klangcharakter des Instrumentes beitragen und z. B. beim Klavier mit „Wärme“ und „Lebendigkeit“ des Klanges assoziiert werden.

### Nichtperiodische Anteile
Bei realen Musikinstrumenten kommen neben periodischen Schwingungen (z. B. der Saite oder Luftsäule) noch nicht-periodische Anteile bzw. Rausch-Anteile hinzu. Beispiele hierfür sind Anschlaggeräusche bei Saiteninstrumenten sowie Anblasgeräusche bei Blasinstrumenten und Orgelpfeifen. So entsteht z. B. beim Anschlagen einer Saite eine breitbandige Anregung. Schwingungen außerhalb der Schwingungsmoden der Saite (Grundton und Obertöne) sind aber nicht stabil und werden stark gedämpft, während die harmonischen Schwingungen der Saite (Grundton und Oberton) sehr stabil sind. Dies führt dazu, dass nach einigen Zehntelsekunden das Anschlaggeräusch abgeklungen ist und nur noch die periodischen Schwingungen übrig bleiben.
Die nicht-periodischen Anteile können aber für den Klangeindruck prägend sein. (Den Klang einer Panflöte würde man ohne das Luftrauschen, das beim Anblasen entsteht, kaum wiedererkennen.)

### Spektrale Änderungen im Tonverlauf
Bei vielen Musikinstrumenten ändert sich während des Erklingens eines Tons das Frequenzspektrum dieses Tons. Die einzelnen Harmonischen einer periodischen Schwingung bauen sich zu Beginn eines Tons unterschiedlich schnell auf. Dies führt neben den nur kurzzeitig vorhandenen Anschlag- bzw. Anblasgeräuschen dazu, dass sich das Frequenzspektrum eines musikalischen Tons zu Beginn stark ändert. Im stabilen Zustand werden die einzelnen Harmonischen unterschiedlich stark gedämpft, so dass es auch beim Ausklingen des Tons noch zu kontinuierlichen Änderungen des Frequenzspektrums kommt.
Die spektralen Änderungen, die beim Einschwingen einer Saite oder der Luftsäule entstehen, sind oft prägend für den Klang eines Musikinstruments. Blendet man die ersten Zehntelsekunden jeweils aus, lassen sich viele Musikinstrumente kaum noch identifizieren.

### Frequenzänderungen
Zusätzlich kann sich die Frequenz eines Tons während des Erklingens ändern. Es gibt periodische Frequenzänderungen (z. B. Vibrato bei Flöten) oder nicht periodische Frequenzänderungen (so ist z. B. beim Klavier beim Anschlag die Tonhöhe ein klein wenig höher als beim Ausklingen, siehe auch Streckung (Musik))